# Sigvard Munk
Sigvard Jensen Munk (født 17. april 1891 i Ørnstrup ved Horsens, død 10. april 1983 i København) var en dansk socialdemokratisk politiker, der i tiden 1956-1962 var Københavns Kommunes overborgmester.
Munk var søn af gårdejer Andreas Munk (død 1910) og hustru Karen f. Hansen (død 1951). Han blev udlært som mekaniker på Emil Møllers Telefonfabrik i Horsens, var medlem af Københavns Borgerrepræsentation 1928-35, rådmand 1935-38 og borgmester for Magistratens 3. Afd. (socialborgmester) 1938-56 indtil han blev overborgmester.
Han var også medlem af Folketinget (Socialdemokratiet) 1931-38, medlem af Overskyldrådet 1935-38 og af Folketingets Finansudvalg 1936-38, medlem af Københavns Havnebestyrelse fra 1937, af steriliseringsudvalget 1939-56 og af tilsynsrådet for Bikuben fra 1939, formand i forretningsudvalget og bestyrelsen for Københavns Idrætspark 1951-56, medlem af bestyrelsen for Samfundet og Hjemmet for Vanføre 1953-56 og for Børnenes Kontor fra 1955, medlem af Civilforsvarsrådet fra 1956, formand for Civilforsvarskommissionen i Storkøbenhavn fra 1956 og medlem af forretningsudvalget for Socialdemokratiet fra 1957 til 1961.
Han var formand og forretningsfører for Generalkonsul Jens Olsens Fond fra 1960 og medlem af tilsynsrådet for børnehjemmet Jens Olsens Minde. Han modtog Fortjenstmedaljen af guld.
Sigvard Munk tog i 1943, da han var socialborgmester, initiativ til at evakuere Københavns Synagoges toraruller.
Han blev gift 22. april 1916 med Marie M., f. 10. september 1891 i Horsens, datter af guldsmed Mikkel Jensen og hustru Rasmine f. Rasmussen.